# 톰 유돌
토머스 스튜어트 "톰" 유돌(영어: Thomas Stewart "Tom" Udall, 1948년 5월 18일 ~ )은 미국 민주당 소속의 정치인이다. 뉴멕시코 하원의원을 지냈으며 현 하원 원내총무 자리에 있다. 아버지는 같은 정치인인 스튜어트 유돌이며, 모 유돌의 조카이자 그 아들 마크 유돌과는 사촌시간이다.

## 역대 선거 결과
| 선거명      | 직책명                        | 대수  | 정당   | 득표율  | 득표수    | 결과 | 당락                     |
| ----------- | ----------------------------- | ----- | ------ | ------- | --------- | ---- | ------------------------ |
| 1988년 선거 | 하원의원 (뉴멕시코 제1선거구) | 101대 | 민주당 | 47.28%  | 84,138표  | 2위  | 낙선                     |
| 1998년 선거 | 하원의원 (뉴멕시코 제3선거구) | 106대 | 민주당 | 53.16%  | 91,248표  | 1위  | 뉴멕시코주 하원의원 당선 |
| 2000년 선거 | 하원의원 (뉴멕시코 제3선거구) | 107대 | 민주당 | 67.18%  | 135,040표 | 1위  | 뉴멕시코주 하원의원 당선 |
| 2002년 선거 | 하원의원 (뉴멕시코 제3선거구) | 108대 | 민주당 | 100.00% | 122,950표 | 1위  | 뉴멕시코주 하원의원 당선 |
| 2004년 선거 | 하원의원 (뉴멕시코 제3선거구) | 109대 | 민주당 | 69.82%  | 150,369표 | 1위  | 뉴멕시코주 하원의원 당선 |
| 2006년 선거 | 하원의원 (뉴멕시코 제3선거구) | 110대 | 민주당 | 74.64%  | 144,649표 | 1위  | 뉴멕시코주 하원의원 당선 |
| 2008년 선거 | 상원의원 (뉴멕시코 제2부)     | 111대 | 민주당 | 61.33%  | 505,128표 | 1위  | 뉴멕시코주 상원의원 당선 |
| 2014년 선거 | 상원의원 (뉴멕시코 제2부)     | 114대 | 민주당 | 55.56%  | 286,409표 | 1위  | 뉴멕시코주 상원의원 당선 |

## 참고 자료
- 위키미디어 공용에 톰 유돌 관련 미디어 분류가 있습니다.
- 미국 의원 인물 소개
- 톰 유돌 - X
- 톰 유돌 - 페이스북